# خوسيه ماركوس ألفيس لويس
خوسيه ماركوس ألفيس لويس (بالبرتغالية: Zé Marcos‏) (1 فبراير 1998 ببارانا في البرازيل - ) هو لاعب كرة قدم برازيلي في مركز قلب الدفاع. لعب مع أتلتيكو باراناينسي.

## وصلات خارجية
- خوسيه ماركوس ألفيس لويس على موقع الاتحاد الدولي (مؤرشف)  (الإنجليزية)
- خوسيه ماركوس ألفيس لويس على موقع قاعدة بيانات كرة القدم.إي يو (الإنجليزية)
- خوسيه ماركوس ألفيس لويس على موقع Soccerbase.com (لاعب) (الإنجليزية)
- خوسيه ماركوس ألفيس لويس على موقع Soccerway.com (الإنجليزية)
- خوسيه ماركوس ألفيس لويس على موقع عالم كرة القدم.نت (الإنجليزية)